# Lista de Embaixadores de Portugal no Reino Unido
O Embaixador de Portugal no Reino Unido (formalmente denominado no Reino Unido como Embaixador da República Portuguesa junto da Corte de São Jaime) é o representante oficial da República Portuguesa junto do Rei e do Governo do Reino Unido da Grã-Bretanha e Irlanda do Norte.
A Embaixada de Portugal em Londres está localizada em 11 Belgrave Square, Belgravia, Londres.
O atual embaixador é Nuno Brito, que sucedeu Manuel Lobo Antunes em 2022.

## Lista de representantes portugueses de mais alto nível junto ao Reino Unido

### Legação (1641–1924)
A seguinte lista de chefes de missão tem origem no Instituto Diplomático do Ministério dos Negócios Estrangeiros de Portugal.
| Nome                                                                          | Retrato | Cargo                                              | Posse                   | Apresentação de credenciais | Termo de funções        | Nomeador                                        | Notas          |
| ----------------------------------------------------------------------------- | ------- | -------------------------------------------------- | ----------------------- | --------------------------- | ----------------------- | ----------------------------------------------- | -------------- |
| Antão de Almada, 7.º Conde de Avranches                                       |         | Embaixador                                         | 7 de abril de 1641      | 7 de abril de 1641          | 1642                    | João IV de Portugal                             | Deixou o cargo |
| Francisco de Andrade Leitão                                                   |         | Embaixador                                         | 7 de abril de 1641      | 7 de abril de 1641          | 1642                    | João IV de Portugal                             | Deixou o cargo |
| António de Sousa de Macedo                                                    |         | Residente                                          | 1642?                   | —                           | setembro de 1650        | João IV de Portugal                             | Deixou o cargo |
| Domingos do Rosário                                                           |         | Missão Secreta                                     | 1649                    | ?                           | 1649                    | João IV de Portugal                             | Deixou o cargo |
| João de Guimarães                                                             |         | Residente?                                         | 1649                    | 10 de janeiro de 1649       | 1652                    | João IV de Portugal                             | Deixou o cargo |
| João Rodrigues de Sá e Meneses, 3.º Conde de Penaguião                        |         | Embaixador Extraordinário                          | agosto de 1652          | agosto de 1652              | 1655                    | João IV de Portugal                             | Deixou o cargo |
| Francisco Ferreira Rebelo                                                     |         | Residente                                          | 1655                    | ?                           | 1657                    | João IV de Portugal                             | Deixou o cargo |
| Francisco Manuel de Melo                                                      |         | Embaixador                                         | 1655?                   | ?                           | ?                       | João IV de Portugal                             | Deixou o cargo |
| Francisco de Melo e Torres, 1.º Conde da Ponte e 1.º Marquês de Sande         |         | Embaixador                                         | 10 de setembro de 1657  | 12 de setembro de 1657      | ?                       | Luísa de Gusmão, Regente de Portugal e Algarves | Deixou o cargo |
| Francisco de Melo Manuel da Câmara                                            |         | Embaixador                                         | 1663                    | ?                           | 1667                    | Afonso VI de Portugal                           | Deixou o cargo |
| Francisco Ferreira Rebelo                                                     |         | Enviado                                            | 1664                    | ?                           | março de 1665           | Afonso VI de Portugal                           | Deixou o cargo |
| Rui Teles de Meneses                                                          |         | Residente                                          | 1667                    | ?                           | ?                       | Afonso VI de Portugal                           | Deixou o cargo |
| Cristóvão Soares de Abreu                                                     |         | Ministro?                                          | 1668                    | ?                           | ?                       | Afonso VI de Portugal                           | Deixou o cargo |
| Gaspar de Abreu de Freitas                                                    |         | Enviado Ordinário                                  | 1668                    | ?                           | julho de 1671           | Afonso VI de Portugal                           | Deixou o cargo |
| Louis de Verjus                                                               |         | Enviado Extraordinário                             | 4 de fevereiro de 1669  | —                           | —                       | Regência do Infante Pedro de Portugal           | Deixou o cargo |
| Francisco de Melo Manoel da Câmara                                            |         | Embaixador                                         | 7 de dezembro de 1671   | ?                           | 9 de agosto de 1678     | Regência do Infante Pedro de Portugal           | Morreu         |
| Gaspar de Abreu de Freitas                                                    |         | Embaixador                                         | 1679                    | ?                           | março de 1679           | Regência do Infante Pedro de Portugal           | Deixou o cargo |
| Henrique de Sousa Tavares, 1.º Marquês de Arronches                           |         | Embaixador Extraordinário                          | 17 de junho de 1679     | 16 de junho de 1679         | 16 de setembro de 1681  | Regência do Infante Pedro de Portugal           | Deixou o cargo |
| José de Faria                                                                 |         | Enviado Extraordinário                             | julho de 1681           | ?                           | 24 de setembro de 1685  | Regência do Infante Pedro de Portugal           | Deixou o cargo |
| João de Sousa                                                                 |         | Enviado Ordinário                                  | 1684                    | ?                           | ?                       | Pedro II de Portugal                            | Deixou o cargo |
| Simão de Sousa Magalhães                                                      |         | Enviado Ordinário                                  | 1685                    | 11 de setembro de 1685      | 26 de março de 1693     | Pedro II de Portugal                            | Deixou o cargo |
| Nuno da Cunha de Ataíde, 1.º Conde de Pontével                                |         | Embaixador Extraordinário                          | 1687                    | ?                           | ?                       | Pedro II de Portugal                            | Deixou o cargo |
| Manuel Jacques de Magalhães, 2.º Visconde de Fonte Arcada                     |         | Enviado Extraordinário                             | 1692                    | 23 de novembro de 1692      | 25 de abril de 1697     | Pedro II de Portugal                            | Deixou o cargo |
| Luís da Cunha                                                                 |         | Enviado Extraordinário                             | 1696                    | 1 de maio de 1697           | abril de 1712           | Pedro II de Portugal                            | Deixou o cargo |
| João Gomes da Silva, 4.º Conde de Tarouca                                     |         | Embaixador sem cargo                               | 1709?                   | ?                           | outubro de 1710         | João V de Portugal                              | Deixou o cargo |
| José da Cunha Brochado                                                        |         | Enviado Extraordinário                             | 1710                    | maio de 1710                | agosto de 1715          | João V de Portugal                              | Deixou o cargo |
| André de Melo e Castro, 4.º Conde das Galveias                                |         | Enviado Extraordinário                             | 1710?                   | —                           | 1710                    | João V de Portugal                              | Deixou o cargo |
| Manuel de Sequeira                                                            |         | Encarregado dos Negócios                           | 1713                    | ?                           | 1715                    | João V de Portugal                              | Deixou o cargo |
| Luís da Cunha                                                                 |         | Embaixador Extraordinário                          | 1715                    | 1715                        | 1719?                   | João V de Portugal                              | Deixou o cargo |
| Manuel de Sequeira da Cunha                                                   |         | Encarregado dos Negócios                           | outubro de 1718         | ?                           | 1719                    | João V de Portugal                              | Deixou o cargo |
| Jacinto Borges Pereira de Castro                                              |         | Enviado Extraordinário                             | 1719                    | ?                           | 1720                    | João V de Portugal                              | Morreu         |
| António Galvão de Castelo Branco                                              |         | Enviado Extraordinário                             | 1721                    | 27 de fevereiro de 1721     | julho de 1730           | João V de Portugal                              | Deixou o cargo |
| António de Campos                                                             |         | Residente                                          | 1730                    | ?                           | 1734                    | João V de Portugal                              | Deixou o cargo |
| Marco António de Azevedo Coutinho                                             |         | Enviado Extraordinário                             | 1735                    | 25 de maio de 1735          | 20 de junho de 1739     | João V de Portugal                              | Deixou o cargo |
| Sebastião José de Carvalho e Melo, Marquês de Pombal e Conde de Oeiras        |         | Enviado Extraordinário                             | 1738                    | 29 de novembro de 1738      | 25 de setembro de 1745  | João V de Portugal                              | Deixou o cargo |
| Francisco Caetano de Castro                                                   |         | Encarregado dos Negócios                           | 1745                    | ?                           | 1748                    | João V de Portugal                              | Deixou o cargo |
| António Freire de Andrade Encerrabodes                                        |         | Enviado Extraordinário                             | março de 1748           | 28 de março de 1748         | 1750                    | João V de Portugal                              | Deixou o cargo |
| Joaquim José Fidalo da Silveira                                               |         | Enviado Extraordinário                             | 1750                    | 26 de novembro de 1750      | dezembro de 1752        | José I de Portugal                              | Deixou o cargo |
| Luís da Cunha Manuel                                                          |         | Enviado Extraordinário                             | 1752                    | 23 de novembro de 1752      | 15 de abril de 1756     | José I de Portugal                              | Deixou o cargo |
| Martinho de Melo e Castro                                                     |         | Enviado Extraordinário                             | maio de 1756            | junho de 1756               | 1762?                   | José I de Portugal                              | Deixou o cargo |
| José de Melo                                                                  |         | Enviado Extraordinário                             | 1761?                   | ?                           | ?                       | José I de Portugal                              | Deixou o cargo |
| António Álvares da Cunha, 1.º Conde da Cunha e 19.° Senhor de Tábua           |         | Embaixador Extraordinário                          | junho de 1761           | ?                           | ?                       | José I de Portugal                              | Deixou o cargo |
| José de Sá Pereira                                                            |         | Encarregado de Negócios                            | 1763                    | ?                           | janeiro de 1764         | José I de Portugal                              | Deixou o cargo |
| Martinho de Melo e Castro                                                     |         | Plenipotenciário                                   | 1764                    | janeiro de 1764             | 19 de dezembro de 1769  | José I de Portugal                              | Deixou o cargo |
| Amador José da Costa Asso                                                     |         | Encarregado de Negócios                            | 19 de dezembro de 1769  | ?                           | 12 de fevereiro de 1770 | José I de Portugal                              | Deixou o cargo |
| Francisco de Melo e Carvalho                                                  |         | Embaixador Extraordinário                          | 12 de fevereiro de 1770 | 21 de fevereiro de 1770     | julho de 1774           | José I de Portugal                              | Deixou o cargo |
| Gaspar da Costa                                                               |         | Encarregado de Negócios                            | 1772                    | ?                           | 1772?                   | José I de Portugal                              | Deixou o cargo |
| João Filipe da Fonseca                                                        |         | Oficial                                            | fevereiro de 1773       | —                           | julho de 1774           | José I de Portugal                              | Deixou o cargo |
| Luís Pinto de Sousa Coutinho                                                  |         | Enviado Extraordinário e Plenipotenciário          | 4 de julho de 1774      | 8 de julho de 1774          | 5 de setembro de 1788   | José I de Portugal                              | Deixou o cargo |
| Cipriano Ribeiro Freire                                                       |         | Encarregado de Negócios                            | 5 de setembro de 1788   | ?                           | julho de 1792           | Maria I de Portugal                             | Deixou o cargo |
| João de Almeida Melo e Castro, 5.° Conde das Galveias                         |         | Enviado Extraordinário e Ministro Plenipotenciário | julho de 1792           | ?                           | 3 de fevereiro de 1801  | Maria I de Portugal                             | Deixou o cargo |
| Henrique José de Carvalho e Melo, 2.º Marquês de Pombal e 2.º Conde de Oeiras |         | Embaixador Extraordinário                          | 1796                    | ?                           | 1796                    | Maria I de Portugal                             | Deixou o cargo |
| José Luis de Vasconcelos e Sousa, 6.º Conde de Pombeiro                       |         | Emissário                                          | 18 de novembro 1797     | ?                           | 30 de novembro de 1797  | Maria I de Portugal                             | Deixou o cargo |
| José Rademaker                                                                |         | Agente                                             | 1801                    | ?                           | ?                       | Regência do Infante João de Portugal            | Deixou o cargo |
| Lourenço José Xavier de Lima, 1.º Conde de Mafra                              |         | Enviado Extraordinário e Ministro Plenipotenciário | 6 de janeiro de 1801    | ?                           | 1803                    | Regência do Infante João de Portugal            | Deixou o cargo |
| José Luis de Vasconcelos e Sousa, 6.º Conde de Pombeiro                       |         | Missão especial?                                   | janeiro de 1801         | —                           | abril de 1801           | Regência do Infante João de Portugal            | Deixou o cargo |
| Domingos António de Sousa Coutinho, 1.º Conde e Marquês do Funchal            |         | Enviado Extraordinário e Ministro Plenipotenciário | março de 1803           | ?                           | 28 de setembro de 1815  | Regência do Infante João de Portugal            | Deixou o cargo |
| Cipriano Ribeiro Freire                                                       |         | Ministro Plenipotenciário                          | 1814                    | 12 de abril de 1815         | fevereiro de 1816       | Regência do Infante João de Portugal            | Deixou o cargo |
| Pedro de Sousa e Holstein, 1.º Conde de Palmela                               |         | Enviado Extraordinário e Ministro Plenipotenciário | fevereiro de 1816       | —                           | abril de 1820           | Regência do Infante João de Portugal            | Deixou o cargo |
| José Luís de Sousa Botelho Mourão e Vasconcelos, 1.º Conde de Vila Real       |         | Enviado Extraordinário e Ministro Plenipotenciário | 1820                    | —                           | novembro de 1821        | João VI de Portugal                             | Deixou o cargo |
| João Francisco de Oliveira                                                    |         | Encarregado de Negócios                            | 1821                    | —                           | maio de 1822            | João VI de Portugal                             | Deixou o cargo |
| Rafael da Cruz Guerreiro                                                      |         | Encarregado de Negócios                            | maio de 1822            | —                           | junho de 1823           | João VI de Portugal                             | Deixou o cargo |
| José Luís de Sousa Botelho Mourão e Vasconcelos, 1.º Conde de Vila Real       |         | Enviado Extraordinário e Ministro Plenipotenciário | setembro de 1823        | —                           | fevereiro de 1825       | João VI de Portugal                             | Deixou o cargo |